# Jordan Hendrikse
Pas d'image ? Cliquez ici

a Compétitions nationales et continentales officielles uniquement.

b Matchs officiels uniquement.
Dernière mise à jour le 26 novembre 2024.
Jordan Hendrikse, né le 28 juin 2001 à Qonce (Afrique du Sud), est un joueur international sud-africain de rugby à XV qui joue pour les Sharks en United Rugby Championship. Son poste habituel est celui de demi d'ouverture.
Il est le frère cadet de Jaden Hendrikse, lui aussi international sud-africain de rugby à XV.

## Biographie
Jordan Hendrikse naît le 28 juin 2001 à Qonce en Afrique du Sud. Il a un frère ainé, Jaden Hendrikse, qui est un joueur professionnel de rugby à XV.
En 2021, Jordan Hendrikse fait ses débuts pour les Lions lors de la Pro14 Rainbow Cup,. Le 24 septembre 2021, il joue son premier match dans le United Rugby Championship, lors de la première édition de celui-ci, contre les Zebre,.
En juin 2024, il obtient sa première cape avec l'Afrique du Sud contre le pays de Galles.
À partir de la saison 2024-2025, il change de franchise et rejoint les Sharks, où évolue son frère.